# RKS ZZK Lwów
Robotniczy Klub Sportowy Związku Zawodowego Kolejarzy Lwów – polski klub piłkarski z siedzibą w mieście Lwów, działający w latach 1924–1939.

## Historia
Klub Sportowy Z.Z.K. został założony we Lwowie na początku lat 20. XX wieku i reprezentował robotników Związku Zawodowego Kolejarzy. W 1924 roku drużyna zadebiutowała w rozgrywkach Klasy C podokręgu Lwów Lwowskiego OZPN. W 1933 roku zespół walczył w finale Klasy C Lwów o awans do Klasy B. W 1934 została zorganizowana Liga Okręgowa, w związku z czym Klasa B została zdegradowana do czwartego poziomu. Drużyna zajęła piątą pozycję w podokręgu Lwów i uzyskała awans do Klasy A. Ale na skutek wybuchu II wojny światowej – we wrześniu 1939 roku działalność klubu została całkowicie zawieszona, a po zakończeniu II wojny światowej już nigdy nie reaktywowana, tak jak granicy Polski zostały przeniesione na zachód, co skutkowało tym, że Lwów znalazł się na terytorium ZSRR.

## Poszczególne sezony

### Rozgrywki krajowe
| \| Polska \| Bilans występów klubu w rozgrywkach piłkarskich Polski (Stan na 31 maja 2025 r.) \| \| |                                                                                  |        |       |   |   |   |    |    |     |           |        |        |      |
| Poziom                                                                                              | Rozgrywki                                                                        | Sezony | Mecze | Z | R | P | B+ | B– | Pkt | Lata      | Awanse | Spadki | Naj. |
| I                                                                                                   | Liga                                                                             | 0      |       |   |   |   |    |    |     |           |        |        |      |
| II                                                                                                  | Klasa A / Liga Okręgowa                                                          | 0      |       |   |   |   |    |    |     |           |        |        |      |
| III                                                                                                 | Klasa B / Klasa A                                                                | 5      |       |   |   |   |    |    |     | 1935–1939 | 0      | 0      | 2    |
| IV                                                                                                  | III liga / Klasa C / Klasa B                                                     | 11     |       |   |   |   |    |    |     | 1924–1934 | 1      | 0      | 2    |
| | Puchar Polski                                                                    | 0      |       |   |   |   |    |    |     |           |        |        |      |
| Polska                                                                                              | Bilans występów klubu w rozgrywkach piłkarskich Polski (Stan na 31 maja 2025 r.) |        |       |   |   |   |    |    |     |           |        |        |      |

## Struktura klubu

### Stadion
Drużyna rozgrywała swoje mecze domowe we Lwowie na boisku piłkarskim RKS-u na Bogdanówce (obecnie Stadion Silmasz) przy ulicy Cerkiewnej.